# Saltator atripennis
Saltator atripennis là một loài chim trong họ Thraupidae.